# James Robart
James Louis Robart (Seattle, 1947. szeptember 2. –) az Amerikai Egyesült Államok szövetségi bírója. Az Egyesült Államok Kerületi Bíróságának székhelye Washington állam nyugati kerületében van.

## Élete
Seattle-ban született. Bölcsészdiplomáját a Whitman College-ben 1969-ben szerezte, míg a jogi diplomáját a Georgetown Egyetem Jogi Karán 1973-ban.
1973 és 2004 között magánpraxist folytatott a Lane Powell PC nevű jogi cégnél, ahol ügyvezető partner státuszban volt sok éven át. Ügyvédként számos nagy horderejű perben járt el. Tagja a peres ügyvédek Amerikai Egyesületének.
2003. december 9-én George W. Bush elnök nevezte ki szövetségi bíróvá, a Washington állambeli Kerületi Bíróság Nyugati Kerületébe. Ezen a poszton az elődje Thomas S. Zilly volt. Az Amerikai Egyesült Államok Szenátusa 2004. június 17-én erősítette meg a posztján. és a kinevezését 2004. június 21-én kapta meg. 2016. június 28-án lépett szenior státuszba (ehhez legalább 65 évesnek kell lennie a Bírónak, és legalább 15 évet kell szolgálnia Szövetségi Bíróként).
Bíróként elnökölt a Microsoft és a Motorola közötti peres eljárásban. Ő volt az első bíró a világon, aki egy "észszerű és nem diszkriminatív" ( "RAND") jogdíjat állapított meg a "standard lényegbevágó szabadalmakra" ( "SEP"), beleértve a 802.11 ( "WiFi"), és H.264 videó kódoló szabadalmat.
2016 augusztusában James Robart elnökölt egy 2012-es rendelet értelmében, amely előírta a seattle-i rendőrség számára, hogy szövetségi szinten vizsgálják ki az állítólagos rendőrségi brutalitásokat. A meghallgatások során tette a következő kijelentést: "a fekete élet számít."
2017. február 3-án ideiglenesen felfüggesztette Donald Trump amerikai elnök hét muszlim többségű ország állampolgáraira vonatkozó beutazási tilalmi rendeletét. Az azonnali hatályú döntés országos érvényű.

## Fordítás
Ez a szócikk részben vagy egészben  a   James Robart című angol Wikipédia-szócikk ezen változatának fordításán alapul.  Az eredeti cikk szerkesztőit annak laptörténete sorolja fel. Ez a jelzés csupán a megfogalmazás eredetét és a szerzői jogokat jelzi, nem szolgál a cikkben szereplő információk forrásmegjelöléseként.